# Östliche Seespitz
Östliche Seespitz är en bergstopp i Österrike.   Den ligger i distriktet Innsbruck-Land och förbundslandet Tyrolen, i den västra delen av landet, 400 km väster om huvudstaden Wien. Toppen på Östliche Seespitz är 2 775 meter över havet.
Terrängen runt Östliche Seespitz är bergig åt sydost, men åt nordväst är den kuperad. Runt Östliche Seespitz är det ganska glesbefolkat, med 26 invånare per kvadratkilometer.. Närmaste större samhälle är Sölden, 13,7 km sydväst om Östliche Seespitz. 
Trakten runt Östliche Seespitz består i huvudsak av gräsmarker.